# Уральська гірничо-металургійна компанія
«Уральська гірничо-металургійна компанія» (УГМК) — російська металургійна компанія, перший за величиною виробник міді в Росії.
створена у 1999 р. на базі ключових мідних підприємств Уралу: комбінату «Уралелектромідь» (колишнього Пишмінського медеплавильного заводу), Кіровградського металургійного комбінату, Гайського ГЗК і компанії «Саф'янівська мідь».
У кінці 2000 р. «УГМК» об'єднувала в єдиний технологічний ланцюг вже 14 підприємств п'яти російських областей і стала другою в Росії після «Норільського нікеля» поліметалургійною компанією, що виплавляє не тільки кольорові (мідь, свинець, золото, срібло, платину, паладій, селен), але і чорні метали. Інвестиційна програма компанії передбачає створення виробничих потужностей по випуску товарного цинку і свинцю. Є плани організації ванадієвого виробництва. Річний оборот «УГМК» 900 млн дол.
У 2001 р. компанія виробила близько 220 тис. т чорнової міді і 311 тис. т катодної міді. Мідний технологічний ланцюжок компанії включає виробництво чорнової (Середньоуральський, Красноуральський і Кіровградський мідеплавильні заводи) і рафінованої міді (Уралелектромідь), металообробку (Кіровський завод), кабельне виробництво (Сібкабель). У складі «УГМК» всі джерела мідної сировини Свердловської області: кар'єр Саф'янівський, що належить АТ «Сафьяновська мідь»; рудники Валенторський і Волковський, якими володіє АТ «Святогор»; компанія «Уралелектромідь–Вторцветмет», яка займається збором і переробкою відходів кольорових металів на основі міді, а також Гайський комбінат в Оренбурзької області. «УГМК» планує освоєння групи родовищ на півночі Свердловської області — Шемурського, Новошемурського і Тарньєрського. Гірничі роботи тут початі в 2000—2001 рр. Крім того, компанія «УГМК» стала співзасновником «Забайкальської гірничої компанії», що володіє ліцензією на розробку Удоканського (його запаси оцінюються в 20 млн т міді) і Чинейського родовищ в Читинській області.
«УГМК» продовжує формуватися. У 2000 р. вона придбала контрольний пакет акцій Мідногорського комбінату. «Уралелектромідь» придбала контрольний пакет акцій Карабашського мідеплавильного комбінату (Челябінська область). На Гайському ГЗК, що є основною рудною базою компанії, до 2005 р. планують підвищити річний видобуток міді до 80 тис. т. В 2000 р. комбінат почав розробляти відкритим способом родовище Літнє, найближчим часом планують приступити до відробляння родовищ Осіннє і Весняне. Гайський ГЗК будує підземний рудник на горизонті 700 м і веде реконструкцію збагачувальної фабрики річною потужністю 5 млн т руди на рік. Нова Саф'янівська збагачувальної фабрики буде переробляти бл. 1 млн т мідноколчеданної руди на рік. Планується у 2001—2004 рр. побудувати новий цех порошкової металургії і цех по виробництву цинку на комбінаті «Уралелектромідь». «Уральська гірничо–металургійна компанія» відіграє значну роль в розвитку гірничого і металургійного мідного виробництва Росії. Компанія випускає понад 35 % російської міді і на початку XXI ст. має позитивну динаміку розвитку.